# Thracische Chersonesos

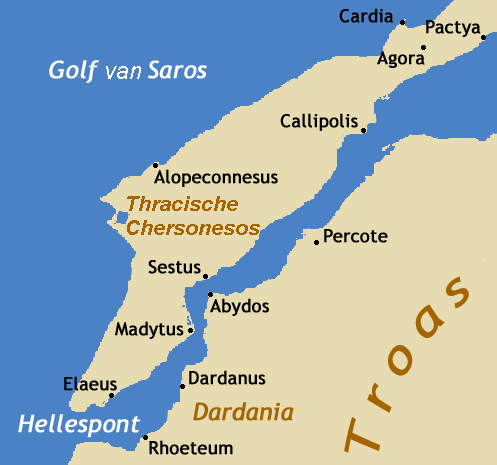
Kaart van de Thracische Chersonesos.

De Thracische Chersonesos (Oudgrieks: Χερσονησος Θραικια, Chersonēsos Thraikia) was de oude naam voor het schiereiland Gallipoli, in dat deel van het historische Thracië dat nu deel uitmaakt van het huidige Turkije.
Het schiereiland loopt in een zuid-westrichting in de Egeïsche Zee, tussen de Hellespont (de huidige Dardanellen) en de baai van Melas (huidige Sarosbaai). In de buurt van Agora werd het beschermd door een muur die over de volledige breedte liep. De istmus die door de muur werd overgestoken, was slechts 36 stadia breed (ongeveer 6,5 km), maar de lengte van het schiereiland van deze muur tot aan haar meest zuidelijk gelegen punt, kaap Mastusia, was 420 stadia (ongeveer 77,5 km).

## Geschiedenis
De Thracische Chersonesos werd oorspronkelijk bewoond door Thraciërs. Kolonisten van het Oude Griekenland, hoofdzakelijk van Ionische en Aeolische afkomst, stichten ongeveer 12 steden op het schiereiland in de 7e eeuw v.Chr. De Atheense staatsman Miltiades de Oudere stichtte daar rondom 560 v.Chr. een belangrijke Atheense kolonie. Hij breidde zijn gezag uit over het volledige schiereiland, terwijl hij verdedigingswerken liet aanleggen tegen invallen van het vasteland. Het ging uiteindelijk rond 524 v.Chr. over in de handen van zijn neef, de bekendere Miltiades de Jongere. Het schiereiland werd overgelaten in 493 v.Chr. aan de Perzen na het uitbreken van de Perzische Oorlogen (499-478 v.Chr.).
De Perzen werden uiteindelijk verdreven, waarna het schiereiland even onder het gezag van Athene stond, dat het inlijfde in de Delische Bond in 478 v.Chr. De Atheners vestigden een aantal cleruchiën op de Thracische Chersonesos en stuurden nog eens 1.000 kolonisten rond 448 v.Chr. Sparta won de controle over het schiereiland tussen 431 v.Chr.-404 v.Chr., maar het schiereiland keerde vervolgens naar de Atheners terug. In de 4e eeuw v.Chr., werd de Thracische Chersonesos de twistappel in een bittere territoriale twist tussen Athene en Macedonië, dat geleid door koning Philippus II het bezit van dit strategisch punt zocht. Het werd uiteindelijk in 338 v.Chr. aan Philippus overgedragen.
Na de dood van Alexander de Grote, de zoon van Philippus, in 323 v.Chr., werd de Thracische Chersonesos een twistappel onder de diadochen. In 196 v.Chr. veroverde de Seleucidische koning Antiochus III het schiereiland. Dit alarmeerde de Grieken en spoorde hen aan om de hulp van de Romeinen te zoeken, die de Thracische Chersonesos veroverden, dewelke zij in 188 v.Chr. aan hun bondgenoot Eumenes II van Pergamon gaven. Bij het uitsterven van de Attaliden in 133 v.Chr. ging het opnieuw over naar de Romeinen en viel het van 129 v.Chr. onder de provincia Asia. Het werd vervolgens tot staatsgebied (ager publicus) gemaakt en tijdens het bewind van de princeps Augustus was het keizerlijke bezit.
De Thracische Chersonesos ging vervolgens over naar het Byzantijnse Keizerrijk, dat erover heerste tot de opkomst van het Osmaanse Rijk in de 14e eeuw n.Chr. In 1356 werd het schiereiland het eerste deel van Europa om onder de Osmaanse overheersing te vallen en vervolgens werd het tot een belangrijke uitvalsbasis voor overvallen en invallen in verder ver weg gelegen gebieden gemaakt.

## Steden en economie
De voornaamste steden van de Thracische Chersonesos waren Cardia, Pactya, Callipolis (Gallipoli), Alopeconnesus, Sestos, Madytus, and Elaeus. Het schiereiland stond bekend voor zijn tarwe. Het trok zijn voordeel uit zijn strategische ligging op de hoofdweg tussen Europa en Azië. De stad Sestos was het voornaamste oversteekpunt aan de Hellespont (Dardanellen). Bovendien controleerde het ook de scheepsroute vanuit de Krim, toen bekend onder de naam van de Taurica of Taurische Chersonesos.